# 彩り河
『彩り河』（いろどりがわ）は、松本清張の長編小説。銀座に集まる財界人の、闇の人間関係を背景に起こる、連続殺人事件を描く社会派サスペンス。『週刊文春』に連載され（1981年5月28日号 - 1983年3月10日号）、1983年7月に文藝春秋から刊行された。
1984年に松竹で映画化されている。

## あらすじ
井川正治郎は、かつては東洋商産の取締役だったが、56歳となった今は、首都高速料金所の通行券授受員となっていた。ある日、霞が関料金所で、以前親しかったホステスの山口和子が、井川のかつてのライバルで現在は東洋商産の社長となっている高柳秀夫と、同じ車に同席しているのに出くわす。井川はとっさに通行券に以前和子との間で使っていた通信文を書き、渡す。和子となんとか話がしたいと思った井川は、和子が現在自由が丘の豪邸に住み、銀座七丁目の会員制クラブ・ムアンのママとなっていることを突き止める。クラブ・ムアンを訪ねた井川だったが、和子から黙殺の仕打ちにあう。すごすご店を出た井川は、原田と名乗る男に出会う。原田（実の名前は山越貞一）は、井川が和子とパトロンとの間の連絡係をしていると睨み、絡んできた。原田は井川に、和子のパトロンが高柳ではなく、もっと大きな財界の実力者であると言う。
原田、つまり山越貞一は、財界雑誌「フィナンシャル・プレス」に情報を提供していたが、経営の悪化している東洋商産の社長が和子に大金を援助できるはずがないと考え、また東洋商産が銀行から特別な融資を受けず、借入金もなくやっているのを不審に思っていた。山越は高柳に冷遇されている前社長の江藤達次に接触し、山梨県の山林資産の情報を得る。現地で調べ、その山林は抵当にも入っていないことがわかったが、近くの温泉宿で名前を見た「寿永開発」なる会社が、東洋商産と関係があるのではないかと疑いを持ち始める。山越は、寿永開発が、増田ふみ子がママをつとめる銀座のクラブ・たまもで、東洋商産から接待を受けているらしいと探りを入れていく。
山口和子は、5月下旬からクラブ・ムアンに姿を見せなくなった。睡眠薬による自殺未遂などの噂が流れる中、井川正治郎のもとに和子から会いたいと通信が来る。和子は井川に、高柳は自分のパトロンではなく、自分が別の実力者に指示されていることを告げる。半信半疑の井川だったが、8月20日、有楽町の映画館で、和子は死体となって発見される。

## エピソード
- 死体の発見される映画館のモデルは、東京・築地の『松竹セントラル』（現・銀座松竹スクエア）である。映画『ブルース・ブラザース』を観賞中、館内2階席には自分独りで誰もおらず、その印象から作中に映画館での死体発見場面を取り入れることにした、と清張は述べている[注 1]。
- 文化人類学者の青木保は、本作の刊行直後に、「この小説は、まず最初の「首都高速料金所」の一節が、"中流"社会の"余裕"が高齢化社会になって一つの陰影となっているさまを描出して鮮やかである」「"中流"社会の"余裕"の産物であり、おそらく"飽食状態"の「中間」社会の「ロー・アングル」とはこの辺をさすことになるのか、という新しい視点になっている」と評し、「ここに描かれる人物たちはみな、悪者も善者もいない"薄汚れた中間的存在"であり、それを描く作者の「ロー・アングル」も、どこからがハイでどこからがローなのか判然としない"中空"にある」「これが（『点と線』『眼の壁』が刊行された）昭和三十三年以来の日本「中間」社会の生態の行きつく果てなのであろうか」と述べた上で、「問題は、その結末である」「似たようなケースは（中略）『十万分の一の偶然』にみられたが、今度の方がより徹底している。ここにはもはや告発者も被害者も加害者もいない。すべてが"共犯者"となる世界である。「中間」社会の熟成は、こうした世界を生み出した。暗然たる想いの中に読者は取り残されるのである」と記している[1]。
- 推理小説評論家の権田萬治は、本作の探偵役の一人である井川正治郎について「高速道路の料金所係員という探偵役は世界でも珍しいといえるだろう」と述べた上で、本作冒頭の『見えざる人間』（インヴィジブル・マン）という考え方は、G・K・チェスタトンのブラウン神父ものの短篇「見えない男」から取られていると指摘している。本作の位置付けについて、それまでの夜の銀座を扱った作品、永井荷風「つゆのあとさき」、武田麟太郎『銀座八丁』、大岡昇平『花影』、吉行淳之介『技巧的生活』と比較し、「『彩り河』は、これらの銀座物語とはひと味違っている。銀座の夜の世界に生きる女の哀歓よりも、作者はもっと奥深いものを見つめようとしている。華やかな銀座の『彩り河』の背後に潜む闇の部分に光を当てようとする」と述べ、また、黒岩重吾『夜の駐車場』はホステスの経済的な側面をリアルに描き出しているが、「しかし、松本清張の『彩り河』は、そういう経済的なものの延長線上に、より社会的、政治的な問題が隠されていることを暴露する」「『彩り河』の面白さは夜の銀座の風俗を描いたところにあるのではなく、華やかな夜の銀座の彩りが実は多くの黒い金に支えられているとする見方にある」と指摘した上で、「銀座の女を描く小説はこれからも次々に現れるだろう。しかし、このような視点から夜の銀座を眺める作品は、この『彩り河』以後に生まれることはないであろう」と述べている。結末については「松本清張は、『彩り河』の中で、上品で取り澄ました金融界の偽善的な姿勢に容赦ない嘲笑を浴びせている。そのため、後半の展開では、人物が著しく戯画化されている。とくに、悪の根源ともいうべき蔭の人物の肖像にはそういうデフォルメがなされているが、作者はこの作品を一種の犯罪喜劇に仕立て上げたかったのかも知れない。すべての犯罪の謎が追及され、犯人が罰を受ける大団円にはいささか皮肉でコミカルな味わいが感じられるのである」と評している[2]。
- 批評家の酒井信は、登場人物の中では奥出雲の頓原出身のジョーこと田中譲二の描写が、矢戸出身だった松本清張の父親を想起させる点が興味深いと述べ、「『彩り河』は、松本清張が頓原出身の譲二に父親の姿を重ねつつ、「奥出雲の山中」から上京してきた人間を「復讐劇」の鍵を握る人物として描いた作品である」と評している[3]。
- 本作では、山梨県東山梨郡「内牧町」（実在しない）に、「東洋商産」がゴルフ場建設に適した広大な山林を所有し、金融関係者と闇の関係を持つ設定になっているが、現実には、第一勧業銀行（現・みずほ銀行）が、牧丘町（現・山梨市）のゴルフ場予定地に絡み10億円以上の金額を融資している[注 2]。ちなみに、1997年、同行の総会屋への利益供与が発覚し、大きな社会的問題になったが、この山林への融資に関連する金の流れも問題とされた。外部リンクも参照。

## 映画
1984年4月14日に公開。製作は松竹・霧プロダクション、配給は松竹。主演真田広之・名取裕子。映画化が決定した当初、監督は野村芳太郎と告知されていたが、『天城越え』を監督した三村晴彦に変更された。三村の意向により、原作より主要人物が若く設定され、人間関係も変更、夜の銀座の誘導係・田中譲二とふみ子の恋愛関係を軸にしたストーリーとなっている。ラストも原作とは異なる。現在はDVD化されている。

### キャスト
- 真田広之（田中譲二）
- 名取裕子（増田ふみ子）
- 平幹二朗（井川正治郎）
- 米倉斉加年（清水四郎太）
- 夏木勲（高柳秀夫）
- 根上淳（佐相宗一郎）
- 石橋蓮司（横内三郎）
- 佐藤允（立石恭輔）
- 中野誠也（並木誠一郎）
- 金子研三（宮田利夫）
- 伊東達広（脇坂編集長）
- 阿藤海（芳野刑事）
- 石井富子（馬場荘・女中富子）
- 汐路章（ハイウェイサービス・西本）
- 吉行和子（山口和子）
- 沖直美（梅野ヤス子）
- 渡瀬恒彦（山越貞一）
- 三國連太郎（下田忠雄）

他

### スタッフ
- 監督：三村晴彦
- 脚本：野村芳太郎・三村晴彦・仲倉重郎・加藤泰
- 撮影：花田三史
- 音楽：鏑木創
- 美術：横山豊
- 編集：鶴田益一
- 録音：田中進・松本隆司
- 助監督：花輪金一
- 照明：山ノ上実

### 製作
『彩り河』の映画化は『週刊文春』での連載第一回から銘打たれており、最初から監督は野村芳太郎と決まっていたが、当時、清張と野村の仲が悪くなっており、野村が『彩り河』の映画化に難色を示した。取りかかりを引き延ばしていたら、痺れを切らした清張から催促があり、「監督は野村君だけではないだろ」と言われたため、それで野村が前年『天城越え』が評価された三村晴彦を監督に推薦した。松竹も三村の監督起用を大賛成したが、三村から「俺の世界じゃないし、他にやりたいものもあって研究したいから」と断られた。松竹も映画化を告知していた計画を変更できず、三村を松竹本社に呼び、奥山融副社長ら幹部が「これさえ引き受けてくれたら次は（三村の）好きなものをやるようにする」と頼み込み（結局約束は反故にされる）、三村がやむなく監督を引き受けた。

#### 脚本
1983年10月に監督に三村が正式に決定し、脚本作業を開始。1984年2月に撮影開始、1984年4月公開というタイトなスケジュールで製作が進んだ。三村は原作に登場する経済界や政界の海千山千の人物にも興味が湧かず、思い入れることも出来ず。自身の描きたい人間の情の世界とは違い、女も出てこないし「これはいくらなんでもダメだと思った」という。脚本に難航する途中で、当時売出し中の真田広之のキャスティングが決まったことで、三村が自身の作風との落としどころを見つけた。三村が第一稿を書いた後、師匠・加藤泰を呼び寄せ、第二稿を三村と加藤、野村芳太郎で検討した。第二稿の途中で三村のロケハンが始まったことから、加藤が仲倉重郎に脚本の参加を要請。野村は意見を言うだけで、加藤が怒り、野村は脚本作業から抜けた。その後は加藤と仲倉でホンを書いた。仲倉は「実質的に三村と二人でホンを書いた」と述べているという。野村が脚本クレジットに名前が載るのは松竹内での野村の影響力の大きさからと言われる。

#### 撮影
撮影が始まっても脚本は完成せず、意思の疎通も取れなかった。実際に現場で使われた台本には「決定稿」の文字はなく、また現場で急に台詞やト書きが書き加えられたり変更があった。撮影に入ると野村は我関せずで一度も現場に現れなかったという。また撮影は『天城越え』で三村と苦楽を共にした羽方義昌に頼む予定だったが、病に倒れ花田三史に交代した。演出に関しては、三村が驚くほど芝居を作り込んできた三國連太郎に比べて、ヒロインの名取裕子は全然芝居を作り込んでこず、三村とは合わなかった。
銀座のクラブママを演じる山口和子（吉行和子）、増田ふみ子（名取裕子）とその店のホステスを演じる梅野ヤス子（沖直美）の3人が、チラッとながら乳房を露出するシーンがある。

#### ロケ地
主舞台となる銀座で多くのロケが行われている。名取らがママを務めるクラブの非常口を出た踊り場で、実際の銀座の夜景が映るシーンが何度もあり、丸源ビルやTOTO、HOYA、東鳩? などのネオンサイン、電光掲示板などが映る。銀座以外の東京のシーンでは都電荒川線が映る（場所不明）。他に真田が山梨県大月駅のプラットホームで国鉄183系「あずさ」に乗り込むシーンがあり、実際の車内で真田と井川正治郎（平幹二朗）が会話するシーンも撮影されている。他に山梨県西沢渓谷など。

#### ポストプロダクション
真田広之を主演にしたことで、真田の歌う主題歌「ビリーブ・イン・ラブ」を推さなければならない状況が生まれ、三村は本編で流すことに難色を示したが、松竹に押し切られた。1984年2月3日の製作発表から5日後の1984年2月8日に大谷隆三松竹社長が自宅を放火して家政婦が焼死し逮捕された。後継者争いの激化がマスメディアで度々報じられ、松竹社内も大混乱した。

### 作品の評価
『映画年鑑 1995年版』には「予想に反する不振で3週目から旧作『蒲田行進曲』を併映、何とか予定の4週間興行を終了した。霧プロ提携作品もこのところ往年のサエが見られない」などと書かれている。
『朝日新聞』夕刊1984年4月26日付に「いかんせん物語の醸成不足はおおいがたい。登場人物の彫りが浅く、政商の三國連太郎を除いて、わきのベテランたちも仕どころがなくなっている。最後の復讐劇はかなり乱暴だ」などと脚本の練り込みの甘さ、また肝心のクライマックスが雑であると致命的な指摘を受け、同じ松竹の脚本家・吉田剛からは「原作では、井川正治郎（平幹二朗）の出来事、山越貞一（渡瀬恒彦）の出来事、田中譲二（真田広之）の過去は、密接につながって下田忠雄（三國連太郎）の悪事や殺人事件の真相を明らかにしていくプロットになっていたが、映画では田中譲二の復讐に焦点を絞った結果、彼の現在進行形の不正や殺人のほとんどは田中譲二には直接関係してはこない」などと脚本の整合性の低さが指摘されるなど、散々な評価だったといわれる。霧プロのスタッフだった林悦子は「三村晴彦監督は『天城越え』のような、一人の主人公に感情移入しその心の襞に踏み込んで丁寧に描くことを得意とする監督で、『彩り河』の企業小説のような作品とは波長があわなかったのである」と指摘している。三村監督自身もその自覚は強く、公開後一度も本作を見直していないという。本作公開後から約4ヵ月後の1984年8月31日に松本清張が自作の映像化のために作った霧プロダクションは解散し、清張とその映像化の中核であった野村芳太郎は決別。清張と松竹大船との蜜月は完全に終焉し、本作は松竹で映画化された最後の清張作品となった。